# Хенвен
Хенвен (валл. Henwen — «старая белая») — сверхъестественная свинья в валлийской мифологии, упоминаемая в «Триадах острова Британия».
Владельцем свиньи назван Даллуйр (или Датуэйр) Даллбен (Dallwyr/Datweir Dallpen, валл. dallpen — «слепая голова»). Его свиней пасёт в Глин Даллуйр в Корнуолле Колл, сын Коллвреви, один из Трёх могущественных свинопасов острова Британия. Будучи на сносях, свинья направляется в Пенрин Аустин, входит в море, и, преодолев Бристольский залив, выходит на берег в Абер Тароги в Гвенте. Свинопас Колл всюду следует за ней.
В более длинной версии триады сообщается, что Британии были предсказаны несчастья от плода чрева Хенвен, поэтому Артур собирает войско и выступает, чтобы уничтожить её. Однако в дальнейшем идёт речь только о продвижении свиньи, а действия Артура никоим образом не упоминаются.
На Пшеничном Поле в Гвенте Хенвен разрешается пшеничным зерном и пчелой, и поэтому, объясняет сказание, это лучшее место для пшеницы и пчел. В Ллонионе в Пембруке она рождает зерно ячменя и зерно пшеницы (вариант — зерно ячменя и пчелу); отсюда поговорка о ячмене из Ллониона. На холме Кивертух в Арвоне свинья даёт жизнь волчонку и орлёнку, которые впоследствии становятся известны как Волк Менваеда и Орёл Бреннаха. Наконец, у Чёрной Скалы (Чёрного Камня) в Лланвайре в Арвоне Хенвен порождает котёнка, и свинопас сбрасывает его со Скалы в воды Меная. Но котёнок выживает и становится котом Палуга, одним из Трёх великих несчастий острова Мон.
Исследователи проводят аналогии между преследованием Хенвен и охотой Артура на вепря Турха Труйта в сказании «Килух и Олвен». Вероятно, сюжет об охоте на Турха Труйта служил для объяснения географических названий в Южном Уэльсе. Хотя история Хенвен не является специфически ономастической, она носит этиологический характер. Эпизоды, связанные со свиньёй, объясняет особенности определённых частей Уэльса и существование нескольких конкретных существ. В основе истории Хенвен может лежать нарратив, сопоставимый по древности с историей Турха Труйта, либо она может быть фарсовой адаптацией истории о гигантском кабане.
В серии детского фэнтези Ллойда Александра «Хроники Придейна» Хен Вен изображена как свинья-прорицательница, которую держат Даллбен и Колл и за которой присматривает юный главный герой Тарен. Хен Вен также появляется в «Чёрном котле» (1985), диснеевской адаптации первых двух книг Александра. В поэтической мифологии Роберта Грейвса «Белая богиня» Хенвен рассматривается как звериная ипостась Керидвен.